# Sybra griseopubescens
Sybra griseopubescens là một loài bọ cánh cứng trong họ Cerambycidae.